# Campionato mondiale giovanile di scherma 2002
Il Campionato mondiale juniores di scherma del 2002 ("2002 World Juniors Fencing Championships") è stato organizzato dalla Federazione internazionale della scherma e si è svolto ad Adalia in Turchia dal 1 al 2 aprile.
Nel fioretto, si sono aggiudicati i titoli del campionato mondiale il francese Terence Joubert, che ha battuto in finale il francese Erwann Le Péchoux, e la tedesca Carolin Neckermann che ha avuto la meglio sull'italiana Marta Simoncelli.
Nella spada il francese Ulrich Robeiri ha battuto in finale il russo Igor' Turčin, ottenendo il titolo mondiale juniores maschile, mentre tra le donne la rumena Ana Maria Popescu ha superato la cinese Li Tan.
Nella sciabola il russo Aleksej Jakimenko prevale sul magiaro Tamás Decsi, mentre la cinese Yingying Bao ha battuto la britannica Louise Bond-Williams.
Nel campionato mondiale juniores a squadre maschili, la nazionale francese ha prevalso nella finale del fioretto contro la Russia, mentre la nazionale francese ha vinto nella spada contro la formazione tedesca, ed infine la nazionale russa ha avuto la meglio sulla compagine ucraina nella sciabola.
Nel campionato mondiale juniores a squadre femminili, la nazionale russa ha prevalso nella finale del fioretto contro la Polonia, la Russia ha vinto nella spada contro la compagine italiana, ed infine la formazione cinese ha avuto la meglio sulla nazionale statunitense nella sciabola.

## Podi

### Uomini
| Specialità  | Oro                                                                       | Argento                                                              | Bronzo                                                                  |
| Individuali |                                                                           |                                                                      |                                                                         |
| Fioretto    | Terence Joubert                                                           | Erwann Le Péchoux                                                    | Andrea Cassarà Joshua Mcguire                                           |
| Spada       | Ulrich Robeiri                                                            | Igor' Turčin                                                         | Gauthier Grumier Matteo Tagliariol                                      |
| Sciabola    | Aleksej Jakimenko                                                         | Tamás Decsi                                                          | Mike Momtselidze Jingzhi Wang                                           |
| A squadre   |                                                                           |                                                                      |                                                                         |
| Fioretto    | Francia Guy De Lamballerie Jerome Jault Terence Joubert Erwann Le Péchoux | Russia Anton Ivanov Jurij Molčan Artëm Sedov Sergej Tichonov         | Germania Peter Joppich Jan-Simon Senft Michael Stanek Benjamin Weinkauf |
| Spada       | Francia Mathieu Canu Gauthier Grumier Ulrich Robeiri Bastien Sicot        | Germania Norman Ackermann Tillmann Fetzer Sebastian Happ Bojan Lovas | Cina Zheng-Wei Fei Qin Gu Tong Tuo -                                    |
| Sciabola    | Russia Pavel Bykov Il'ja Mokrecov Vjačeslav Sazonov Aleksej Jakimenko     | Ucraina Artem Dranyk Serhij Škalikov Oleh Šturbabin Vadym Šturbabin  | Ungheria Gergely Bokor Mihaly Csikany Tamás Decsi Sandór Neuhold        |

### Donne
| Specialità  | Oro                                                                            | Argento                                                                            | Bronzo                                                                          |
| Individuali |                                                                                |                                                                                    |                                                                                 |
| Fioretto    | Carolin Neckermann                                                             | Marta Simoncelli                                                                   | Katarzyna Kryczało Viktorija Nikišina                                           |
| Spada       | Ana Maria Popescu                                                              | Li Tan                                                                             | Hyojung Jung Kerry Walton                                                       |
| Sciabola    | Yingying Bao                                                                   | Louise Bond-Williams                                                               | Kyung-Mi Cho Sada Jacobson                                                      |
| A squadre   |                                                                                |                                                                                    |                                                                                 |
| Fioretto    | Russia Nadejda Balmassova Eugyenia Lamonova Viktoria Nikichina Ianna Rouzavina | Polonia Izabella Knop Katarzyna Kryczało Małgorzata Wojtkowiak -                   | Italia Marta Cammilletti Valentina Cipriani Claudia Pigliapoco Marta Simoncelli |
| Spada       | Russia Ekaterina Šurupina Anastasija Šeptalina Ljubov' Šutova Anna Sivkova     | Italia Bianca Del Carretto Virginia Di Franco Francesca Quondamcarlo Elena Rainero | Germania Beate Christmann Stefanie Geiger Britta Heidemann Marijana Markovic    |
| Sciabola    | Cina Yingying Bao Xue Tan Ying Zhang -                                         | Stati Uniti Amelia Gaillard Emily Jacobson Sada Jacobson Mariel Zagunis            | Francia Julie Doron Anaïs Drion Léonore Perrus Carole Vergne                    |

## Medagliere
| Pos.   | Nazione       | Oro | Argento | Bronzo | Totale |
| ------ | ------------- | --- | ------- | ------ | ------ |
| 1      | Russia        | 4   | 2       | 1      | 7      |
| 2      | Francia       | 4   | 1       | 2      | 7      |
| 3      | Cina          | 2   | 1       | 2      | 5      |
| 4      | Germania      | 1   | 1       | 2      | 4      |
| 5      | Romania       | 1   | 0       | 0      | 1      |
| 6      | Italia        | 0   | 2       | 3      | 5      |
| 7      | Stati Uniti   | 0   | 1       | 3      | 4      |
| 8      | Polonia       | 0   | 1       | 1      | 2      |
| 8      | Ungheria      | 0   | 1       | 1      | 2      |
| 10     | Ucraina       | 0   | 1       | 0      | 1      |
| 10     | Regno Unito   | 0   | 1       | 0      | 1      |
| 12     | Corea del Sud | 0   | 0       | 2      | 2      |
| 13     | Canada        | 0   | 0       | 1      | 1      |
| Totale | Totale        | 12  | 12      | 18     | 42     |